# Vladimír Hanuš
Vladimír Hanuš (* 19. května 1961 Rychnov nad Kněžnou) je český výtvarník, fotograf a ilustrátor.

## Život
Vladimír Hanuš vystudoval gymnázium v Rychnově nad Kněžnou a následně odešel do Prahy studovat Akademii výtvarných umění (AVU) – absolvoval u českých výtvarníků Karla Malicha a Františka Hodonského. V roce 1996 obdržel stipendium The Pollock-Krasner Foundation, Inc. v New Yorku.
Vystavuje v České republice i v zahraničí. Jeho díla jsou ve sbírkách českých státních galerií i soukromých sběratelů v České republice, Německu, Francie, Velké Británii, USA a Kanadě.
Vladimír Hanuš má, dle časopisu Proglas, za sebou obdivuhodné kontinuální dílo, které nikdy nebylo efektní a vnímání těchto obrazů vyžaduje ponoření se do jejich světa, vyžaduje čas věnovat se jim. V tvorbě Vladimíra Hanuše, lze označit dvě základní linie: duchovní abstrakci a krajinomalbu. Obě se často prolínají v jediném obraze.